# Sphenomorphus alfredi
Sphenomorphus alfredi este o specie de șopârle din genul Sphenomorphus, familia Scincidae, descrisă de Boulenger 1898. Conform Catalogue of Life specia Sphenomorphus alfredi nu are subspecii cunoscute.